# Ciúme (telenovela)
Ciúme é uma telenovela brasileira exibida de 1 de agosto a 30 de dezembro de 1966, pela extinta TV Tupi, escrita por Thalma de Oliveira e dirigida por Benjamin Cattan.

## Sinopse
A história de Augusta, uma mulher que tem ciúmes doentio de seu filho, Eugênio, e atrapalha seus casos de amor. Ele luta para construir sua vida e libertar-se do jugo materno. Maria Luiza, noiva do rapaz, é alvo do ódio da futura sogra. Para apaziguar os ânimos, a figura de Dr. Severo, amigo e conselheiro da família.

## Elenco
- Cacilda Becker - Augusta
- Sebastião Campos - Eugênio
- Dina Sfat - Maria Luísa
- Luiz Gustavo - Alfredo
- Percy Aires - Severo
- Marlene França - Clara
- Annamaria Dias - Amélia
- Sílvio de Abreu
- Áurea Campos - Joana
- Nely Rodrigues